# 女神の恋
『女神の恋』（めがみのこい）は、田渕久美子の脚本で2003年5月からNHK総合テレビ・夜ドラで放送されたドラマである。視聴者から好評であったために、放送終了後すぐにDVD化が決定。さらに、2004年2月～3月に同枠で、また2005年3月～4月に衛星第2テレビ（BS2）でアンコール放送されている。

## ストーリー
食品メーカーに勤める末松吉子（松本明子）はその恋人で上司の北岡（辰巳琢郎）とともに宮崎県高千穂町にある別荘で休暇を取り、そこで結婚させることを企てる予定だった。しかし北岡が急遽仕事で行くことができずに末松一人だけがそこに行くことになる。
しかし、そこで予約の手違いからSF作家の小田（山口祐一郎）と部屋が同じとなってしまい、ひょんなことから同せい状態に。末松は「北岡を夫」、小田も売れない作家でありながら「人気作家」とそれぞれ嘘をつきつつ言いたい放題。そこへ、北岡が高千穂へやって来る。喜ぶ吉子はあの手この手で北岡と二人きりになろうとするが上手くいかない。そこへ、今度は小田の元妻の奈津子（愛華みれ）がやってきて・・・。

## キャスト
- 末松吉子 (35)：松本明子
- 小田龍之介 (42)：山口祐一郎
- 太田奈津子 (38)：愛華みれ
- 太田倫伝 (10)：中野勇士
- 泰造 (66)：高木ブー
- 武田：ダンカン
- 部長：小林勝也
- 清美：田中千絵
- ユカ：北川智子
- 吉子の母（声）：角替和枝
- 立山：山中たかシ
- 涼子：国分佐智子
- 北岡修一 (42)：辰巳琢郎

- ナレーション：前田美波里